# کولونگا کوچابه
کولونگا کوچابه (به لهستانی:  Kolonia Kuczaby) یک روستا در لهستان است که در گمینا ستردنگ واقع شده‌است.